# Comuna de Kolno
Kolno (polaco: Gmina Kolno) é uma gminy (comuna) na Polónia, na voivodia de Podláquia e no condado de Kolneński. A sede do condado é a cidade de Kolno.
De acordo com os censos de 2004, a comuna tem 8874 habitantes, com uma densidade 31,5 hab/km².

## Área
Estende-se por uma área de 282,13 km², incluindo:
- área agricola: 73%
- área florestal: 21%

## Demografia
Dados de 30 de Junho 2004:
|                      | Total   | Total | Mulheres | Mulheres | Homens  | Homens |
| -------------------- | ------- | ----- | -------- | -------- | ------- | ------ |
|                      | pessoas | %     | pessoas  | %        | pessoas | %      |
| População            | 8874    | 100   | 4416     | 49,8     | 4458    | 50,2   |
| Densidade (pop./km²) | 31,5    | 100   | 15,7     | 15,7     | 15,8    | 15,8   |

De acordo com dados de 2002, o rendimento médio per capita ascendia a 1204,14 zł.

## Subdivisões
- Bialiki, Borkowo, Brzozowo, Brzózki, Czernice, Czerwone, Danowo, Filipki Duże, Filipki Małe, Gietki, Glinki, Górskie, Górszczyzna, Gromadzyn-Wykno, Janowo, Kiełcze Kopki, Kolimagi, Kossaki, Kowalewo, Koziki-Olszyny, Kozioł, Kumelsk, Lachowo, Łosewo, Niksowizna, Obiedzino, Okurowo, Pachuczyn, Rydzewo-Świątki, Rupin, Stare Kiełcze, Stary Gromadzyn, Tyszki-Łabno, Tyszki-Wądołowo, Truszki-Zalesie, Waszki, Wincenta, Wszebory, Wścieklice, Wykowo, Zabiele, Zakaleń, Zaskrodzie, Żebry.

## Comunas vizinhas
- Biała Piska, Grabowo, Kolno, Mały Płock, Pisz, Stawiski, Turośl, Zbójna